# Contea di New Kent
La contea di New Kent (in inglese New Kent County) è una contea dello Stato della Virginia, negli Stati Uniti. La popolazione al censimento del 2000 era di 13 462 abitanti. Il capoluogo di contea è New Kent.